# Аргентина на зимних Олимпийских играх 1968
Аргентина принимала участие в Зимних Олимпийских играх 1968 года в Гренобле (Франция) в шестой раз за свою историю, но не завоевала ни одной медали. Сборную страны представляли 5 человек: двое мужчин и три женщины, все — горнолыжники.
Самой юной участницей сборной была 18-летняя Ирене Вияене, самым старшим участником был 25-летний Роберто Тоструп.

## Результаты
Лучшим результатом для аргентинской сборной стало 27 место Хельги Марии Систы в слаломе.
Соревнования прошли с 9 по 17 февраля в Шанрусе. Это был единственный раз, когда олимпийские результаты были включены в зачёт кубка мира; и одновременно считались соревнованиями 20-го чемпионата мира по горнолыжному спорту.
Мужчины
| Спортсмен       | Соревнование      | Попытка 1 | Попытка 1 | Попытка 2 | Попытка 2 | Результат | Результат |
| Спортсмен       | Соревнование      | Время     | Место     | Время     | Место     | Время     | Место     |
| --------------- | ----------------- | --------- | --------- | --------- | --------- | --------- | --------- |
| Роберто Тоструп | Скоростной спуск  |           |           |           |           | 2:17.35   | 57        |
| Густаво Эскерра | Скоростной спуск  |           |           |           |           | 2:17.11   | 55        |
| Густаво Эскерра | Гигантский слалом | 1:59.60   | 65        | 2:00.51   | 64        | 4:00.11   | 63        |
| Роберто Тоструп | Гигантский слалом | 1:58.92   | 63        | 1:58.70   | 58        | 3:57.62   | 61        |

Слалом (мужчины)
| Спортсмен       | Попытка 1         | Попытка 1 | Попытка 2 | Попытка 2 | Финал             |
| Спортсмен       | Время             | Место     | Время     | Место     | Результат         |
| --------------- | ----------------- | --------- | --------- | --------- | ----------------- |
| Роберто Тоструп | дисквалифицирован | -         | 1:00.80   | 4         | не прошёл в финал |
| Густаво Эскерра | 57.09             | 3         | 59.96     | 3         | не прошёл в финал |

Женщины
| Спортсменка        | Соревнование      | Попытка 1          | Попытка 1 | Попытка 2 | Попытка 2 | Результат          | Результат |
| Спортсменка        | Соревнование      | Время              | Место     | Время     | Место     | Время              | Место     |
| ------------------ | ----------------- | ------------------ | --------- | --------- | --------- | ------------------ | --------- |
| Ана Сабине Науманн | Гигантский слалом |                    |           |           |           | не финишировала    | -         |
| Хельга Мария Систа | Гигантский слалом |                    |           |           |           | 2:11.75            | 38        |
| Ирене Вияене       | Гигантский слалом |                    |           |           |           | 2:11.68            | 37        |
| Ирене Вияене       | Слалом            | дисквалифицирована | -         | -         | -         | дисквалифицирована | -         |
| Ана Сабине Науманн | Слалом            | 53.13              | 33        | 57.04     | 27        | 1:50.17            | 29        |
| Хельга Мария Систа | Слалом            | 51.98              | 31        | 57.18     | 28        | 1:49.16            | 27        |